# Pleomorfisme
En biologia, el pleomorfisme és un terme que defineix l'aparició de dues o més formes estructurals d'un organisme durant el seu cicle de vida, especialment de certes plantes.

## Bacteris
En les primeres dècades del segle xx, el terme que s'usava per referir-se a la suposada habilitat que tinguessin els bacteris per dramàticament canviar de forma o d'existir en un nombre extrem de formes morfològiques canviants. Aquesta teoria va originar controvèrsies entre els microbiòlegs i els va dividir en dues escoles de pensament: els monomorfismes, els qui s'oposaven a la hipòtesi, i els pleomorfismes, com ara Antoine Béchamp. La teoria monomòrfiques, recolzada per Rudolf Virchow, Ferdinand Cohn, i Robert Koch, va emergir com la paradigma dominant en la ciència mèdica moderna.
En l'actualitat, s'accepta gairebé universalment que cada cèl·lula bacteriana es deriva d'una cèl·lula prèviament existent de pràcticament la mateixa forma i mida, encara que existeixen bacteris pleomórficas com les de la família Ricketsiaceae.

## Neoplàsies
El pleomorfisme és també usat en citologia per descriure una variabilitat en grandària i forma de cèl·lules i/o els seus nuclis. Aquesta és una característica típica de neoplasmes malignes. Més encara, els tumors poden, per si mateixos, expressar una varietat d'aparences, i per això, poden ser denotats com pleomòrfics, com ara un adenoma pleomòrfic.

## Virus
El virió de certs virus pot expressar pleomorfisme en certes ocasions, en el sentit que pot mostrar aparences variables. No obstant això, aquesta característica no és un element pleomòrfic pròpiament dit, pel fet que un mateix virió no canvia de forma, encara que la seva descendència pugui prendre noves formes. Un exemple d'això és el virus de l'hepatitis B.